# Frédéric Roux (écrivain)
Pour les articles homonymes, voir Frédéric Roux et Roux.
Frédéric Roux, né en 1947 dans le Sud-Ouest, est un écrivain et artiste de nationalité française.

## Biographie
Après des études médiocres, il a obtenu un Certificat de littérature comparée (1969) et un diplôme de pédicure médical (1978), profession qu'il a exercée plusieurs années.  
Il aurait fait partie de Présence Panchounette,  de 1969 à 1990.
Marié en 1967 à Dominique Castéran, il a trois fils (Nathanaël né en 1967, Charles et Donatien, nés en 1972) et cinq petits-enfants (Sarah, Samuel, Luce, Louise et Anna).

## Œuvres
- Lève ton gauche, Ramsay (collection Mots), 1984 ; réédité (suivi de P.-S.) Gallimard (La Noire), 1995
- Tiens-toi droit, Seghers (collection Mots), 1991(cf ci-dessous Fils de Sultan)
- Expos 92, École supérieure des Beaux-arts de Marseille, 1992
- L’Introduction de l'esthétique (coll. « Esthétiques »), préface de Catherine Perret, l'Harmattan, 1996
- Mal de Père, Flammarion, 1996 ; réédité, L'Arbre vengeur, 2016
- Mike Tyson. Un cauchemar américain, Grasset, 1999
- Le Désir de guerre, le cherche midi éditeur, 1999 ; réédité, L'Arbre vengeur, 2014
- Assez !, sens & tonka, 2000
- Fils de sultan, Mille et une nuits, 2002 (version modifiée de Tiens-toi droit)
- Ring, Grasset, 2004
- Contes de la littérature ordinaire, Mille et une nuits, 2004
- Copié/Collé, Mamco, 2005
- Et mon fils avec moi n'apprendra qu'à pleurer, Grasset, 2005 ; Livre de poche, 2010
- Hyperman, bourin éditeur, 2006
- L’Hiver indien, Grasset, 2008 ; Livre de poche, 2009 — Prix Ciné Roman Carte Noire 2008

- Éloge du mauvais goût, Le Rocher, 2011

- Alias Ali, Fayard, 2013 — Prix France Culture-Télérama 2013[2] ; Folio 2014 (version augmentée)
- La Classe et les Vertus, Fayard, 2014
- Le désir de guerre, L'Arbre vengeur, 2014
- Mal de père, L'arbre vengeur, 2016 (avec une préface inédite)
- Lève ton gauche !, L'arbre vengeur, 2020 (avec une préface et une postface inédites)
- Comptés debout, L'arbre vengeur, 2020
- Le livre des Mille et une reprises[3], éditions ¡Anda!, 2022
- Desiree, Editions Allia, 2025

## Traduction
- Swoosh de Lloyd Hefner, Tohu Bohu, 2016